# Cathédrale d'Urbnisi
La cathédrale d'Urbnisi de Saint-Étienne le Protomartyr (géorgien : ურბნისის წმიდა სტეფანე პირველმოწამის სახელობის საკათედრო ტაძარი), communément connue sous le nom d'Église Sioni d'Urbnisi (ურბნისის სიონი, urbnisis sioni), est une cathédrale orthodoxe géorgienne située dans le village d'Urbnisi en Géorgie. dans la région du centre-est de Kartlie intérieure. Il s'agit d'une basilique relativement grande à trois nefs, construite au VIe siècle et reconstruite aux Xe et XVIIe siècles. Les murs de l'église portent plusieurs inscriptions, certaines étant parmi les plus anciennes exécutées en alphabet géorgien. La cathédrale est inscrite sur la liste des monuments culturels immobiliers d'importance nationale de Géorgie.

## Histoire
La cathédrale d'Urbnisi se dresse sur la rive gauche de la rivière Kura, dans le village éponyme de la municipalité de Kareli, région de Shida Kartli, dans la partie orientale de l'ancienne colonie d'Urbnisi, où des études archéologiques ont mis au jour des matériaux datant du Chalcolithique et du début de l'âge du bronze jusqu'au VIIIe siècle apr. J.-C..
L'église d'Urbnisi est dédiée à saint Étienne, protomartyr (premier martyr) du Ier siècle. Suivant une tradition géorgienne médiévale consistant à donner aux églises des noms de lieux en Terre sainte, la cathédrale porte également le nom du mont Sion à Jérusalem. Une inscription gravée sur la façade nord, en écriture géorgienne ancienne asomtavruli, fait mention des constructeurs de l'église, Konstanti et le père Mikel, mais le texte n'est pas daté : l'analyse stylistique de la disposition architecturale et des caractéristiques paléographiques de l'inscription suggère une datation au Ve ou VIe siècle.
La cathédrale était le siège d'un évêque orthodoxe géorgien portant le titre d'Urbneli et connu depuis au moins le VIIIe siècle. En 1103, Urbnisi était l'un des deux lieux du concile ecclésiastique (en) historique convoqué par le roi David IV de Géorgie, l'autre étant la cathédrale voisine de Ruisi. Actuellement, Urbnisi et Ruisi sont les deux principales cathédrales de l'éparchie d'Urbnisi et Ruisi de l'Église orthodoxe géorgienne.

## Description

### Église principale

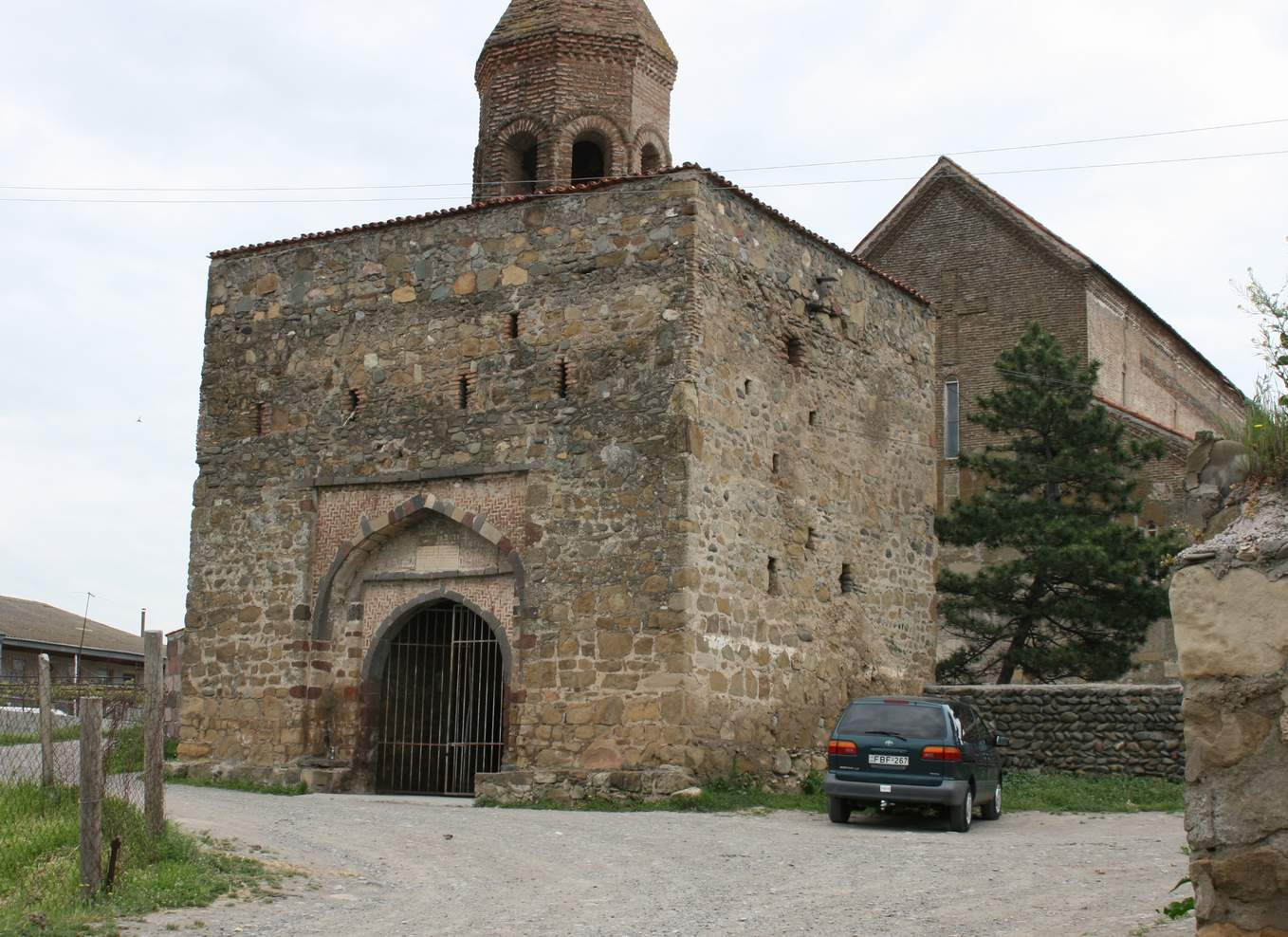
Le clocher d'Urbnisi.

L'église d'Urbnisi est une basilique relativement longue à trois nefs, mesurant 32,1 × 22,4 m. Les principales phases de construction sont facilement discernables dans les murs de l'église : la partie inférieure est constituée de blocs de pierre de grès bien taillés posés en assises horizontales régulières représentant la couche la plus ancienne et ceux placés irrégulièrement sont la trace de la reconstruction des IXe et Xe siècles ; la partie supérieure de l'église a été construite en briques minces, soutenues par deux contreforts en arc en brique de chaque côté, en 1668. Il y a trois entrées principales, nord, sud et ouest. Des fragments d'une architrave en pierre et une lunette en forme de fer à cheval à l'entrée est, sont des vestiges de la première couche de construction.
L'intérieur comporte trois nefs séparées par quatre paires de piliers cruciformes avec des impostes au profil simple taillées dans des blocs de pierre rectangulaires et des bases cuboïdes. Les piliers et les arcs en brique plein cintre qu'ils supportent divisent la nef centrale voûtée en berceau en cinq nefs de dimensions presque égales. Le sanctuaire est surélevé d'une marche par rapport au sol. Les nefs latérales se terminent à l'est par des chambres utilisées comme pastophoria. L'église avait deux annexes : celle du sud est contemporaine de l'église et se termine à l'est par une petite chapelle (eukterion), tandis que l'annexe nord est un ajout ultérieur. L'église est couverte de tuiles en céramique.

### Inscriptions

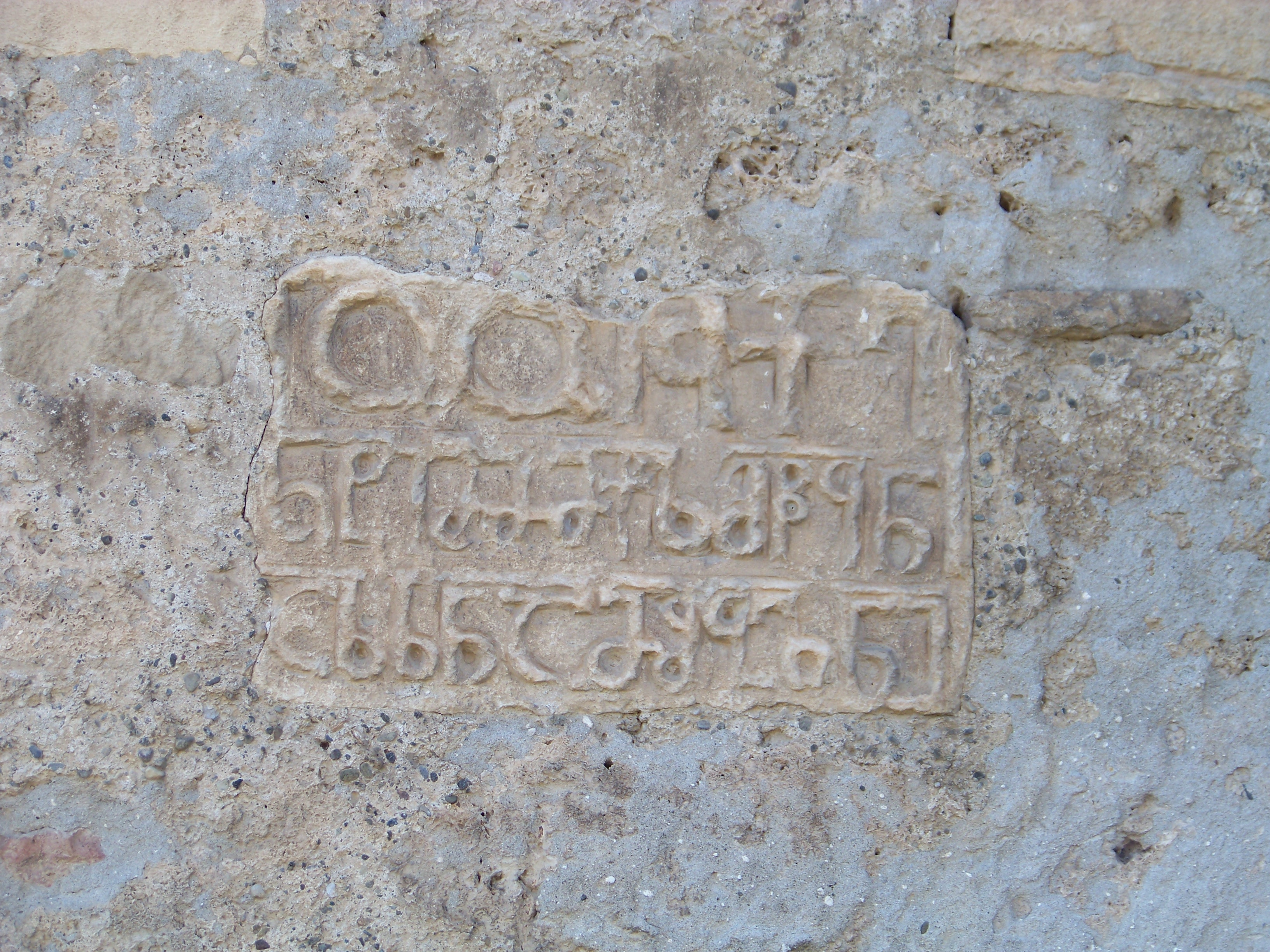
L'inscription fondatrice sur la façade nord de la cathédrale.

Il y a quelques pierres gravées à l'extérieur et une croix en haut-relief sur la façade ouest. Outre le texte sur la façade nord, qui permet de dater l'église du Ve-VIe siècle, il y a quatre autres inscriptions - une au-dessus de la porte sud et le reste sur la façade est - réalisées lors des travaux du Xe siècle par les constructeurs et mentionnant plusieurs personnes, comme l'évêque Tevdore et le diacre Abiathar,. La façade est porte également plusieurs autres inscriptions laissées par les pèlerins.

### Autres structures
À environ 15 m à l'ouest de l'église se dresse un clocher à trois étages construit en pierre et en brique et mesurant 9,1 × 10,2. Il a été construit, comme le raconte une inscription sur la façade ouest, à la demande de Vakhtang de Kartli et de son épouse Rusudan en 1706. Son rez-de-chaussée fait office de porche. Près de l'église se trouvent d'autres éléments des anciennes colonies d'Urbnisi, tels qu'un mur d'enceinte avec des remparts, des bains publics du IIIe siècle, une cave médiévale et un aqueduc.